# Cammy Myler
Cameron „Cammy“ Myler (* 7. Dezember 1968 in Plattsburgh) ist eine ehemalige US-amerikanische Rennrodlerin.
Cammy Myler kam während der Olympischen Winterspiele 1980 in Lake Placid mit dem Rennrodelsport in Kontakt. Ihr Onkel Michael Luce trat schon 1968 für die USA im Bobsport an. Sie nahm selbst zwischen 1988 und 1998 auf höchster Ebene an Rennrodelwettbewerben teil. Viermal, 1988, 1992, 1994 und 1998 nahm sie an Olympischen Winterspielen teil. Ihr bestes Ergebnis war ein fünfter Rang 1992, 1988 ein neunter, 1994 ein elfter und 1998 wurde sie Siebte. 1994 durfte sie während der Eröffnungsfeier die US-amerikanische Flagge tragen.
Im Gesamtweltcup belegte Myler 1991/92 hinter Susi Erdmann den zweiten, 1997/98 hinter Gerda Weißensteiner und Silke Kraushaar den dritten Platz. Dreimal konnte die US-Amerikanerin Weltcuprennen gewinnen. Bei der Weltmeisterschaft 1995 in Lillehammer verpasste sie als Vierte knapp den Gewinn einer WM-Medaille. 1995 machte sie am Dartmouth College ihren Abschluss in Geografie und einem Vorstudium für Medizin. Sie schloss cum laude ab.

## Weltcupsiege

### Einzel
| Nr. | Datum         | Ort       | Bahn                                 |
| --- | ------------- | --------- | ------------------------------------ |
| 1.  | 30. Jan. 1994 | Altenberg | Rennschlitten- und Bobbahn Altenberg |
| 2.  | 23. Nov. 1997 | Sigulda   | Rennrodel- und Bobbahn Sigulda       |